# Nagoia
Nagoia ou Nagoya (名古屋市, Nagoya-shi) é a maior cidade da região de Chubu no Japão. É a capital e maior região metropolitana da província de Aichi e o quarto centro urbano mais populoso do país, com 2 266 249 habitantes. 
Situada entre Tóquio, a leste, e Quioto, a oeste, Nagoya é considerado o maior centro econômico da região central do Japão. A cidade detém um dos maiores portos do Japão, contribuindo para que seja classificada como a terceira mais rica do país, atrás apenas de Tóquio e de Osaka.

## Etimologia
O nome da cidade foi historicamente escrito como 那古野 ou 名護屋 (ambos lidos como Nagoya). Uma origem possível é o adjetivo nagoyaka (な ご や か), que significa 'pacífico'.

## História
A história de Nagoya data de 1610, quando um grande castelo foi erguido pelo ramo Owari do poderoso shogunato de Tokugawa. Após a Restauração Meiji (1868), que marcou o fim do governo shogunal, Nagoya continuou como um centro comercial. O desenvolvimento do porto de Nagoya, especialmente após a Segunda Guerra Mundial, e as vantagens da localização central da cidade e da abundante energia hidrelétrica dos rios do centro de Honshu estimularam o crescimento da indústria pesada. As manufaturas tradicionais de relógios, bicicletas e máquinas de costura foram seguidas pela produção de aços especiais, produtos químicos, petróleo e petroquímicos, à medida que as indústrias de automóveis, aviação e construção naval da região floresciam.

## Geografia
Nagoya fica ao norte da baía de Ise, na Planície de Nōbi. A cidade foi construída em planaltos de baixo nível para afastar as águas da enchente. A planície é uma das áreas mais férteis do país. O rio Kiso flui para o oeste ao longo da fronteira da cidade e o rio Shōnai vem do nordeste e vira para o sul em direção à baía. O rio Hori, feito pelo homem, foi construído como um canal em 1610. Flui de norte a sul, como parte do sistema do rio Shonai.

## Municípios vizinhos

### Prefeitura de Aichi
- Tobishima
- Kanie
- Ama
- Ōharu
- Kiyosu
- Kitanagoya
- Toyoyama
- Kasugai
- Owariasahi
- Seto
- Nagakute
- Nisshin
- Tōgō
- Toyoake
- Ōbu
- Tōkai

## Clima
Nagoya tem um clima subtropical úmido (classificação climática de Köppen: Cfa), com verões quentes e invernos frios. O verão é notavelmente mais úmido que o inverno, embora a chuva caia ao longo do ano.

## Demografia
Um dos primeiros censos, realizado em 1889, contava 157.496 residentes. A população atingiu a marca de 1 milhão em 1934 e em dezembro de 2010 tinha uma população estimada em 2.259.993 com uma densidade populacional de 6.923 pessoas por km². Também em dezembro de 2010, estima-se que 1.019.859 famílias residissem na cidade - um aumento significativo de 153.370 desde o final da Segunda Guerra Mundial em 1945.

## Política

### Cidades-irmãs
Nagoia tem Oito cidades-irmãs:
- Los Angeles, Estados Unidos
- Cidade do México, México
- Nanjing, República Popular da China
- Sydney, Austrália
- Turim, Itália
- Reims, França
- Taichung, Taiwan
- Tasquente, Uzbequistão [5]

## Subdivisões

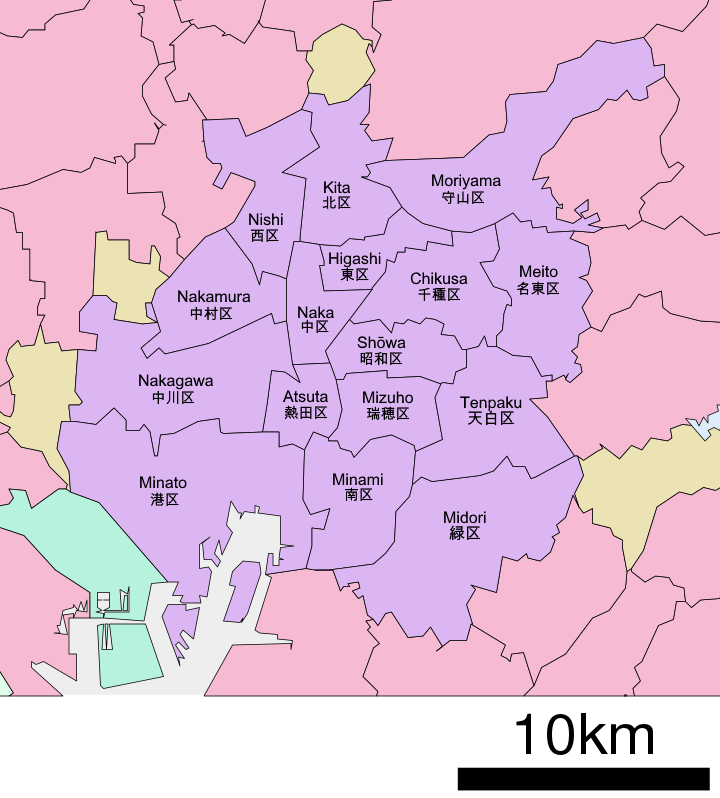
Distritos de Nagoya

Nagoia tem 16 distritos (ku):
- Atsuta-ku
- Chikusa-ku
- Higashi-ku
- Kita-ku
- Meito-ku
- Midori-ku
- Minami-ku
- Minato-ku
- Mizuho-ku
- Moriyama-ku
- Naka-ku
- Nakagawa-ku
- Nakamura-ku
- Nishi-ku
- Showa-ku
- Tempaku-ku

## Economia
Nagoya é um dos principais centros de pesquisa e desenvolvimento e indústrias automobilísticas do Japão. Lexus está sediada nesta cidade. A P&D da Mitsubishi Motors está localizada em Okazaki e em Nagoya. Toyota Motors tem a sua sede na cidade vizinha de Toyota. Fornecedores automotivos como Denso, Toyota Industries, Aisin Seiki e JTEKT situam-se nesta cidade. Os principais fornecedores estrangeiros do setor automotivo como a Magna International também estão sediados nesta cidade. A empresa têxtil Marukawa e outras empresas do setor aerospacial e de electrónica estão sediadas nesta cidade. Nagoia é o lar do pachinko. Nagoya tem sido responsável por 70% do superávit comercial do Japão a partir de 2003.

### Indústria da aviação

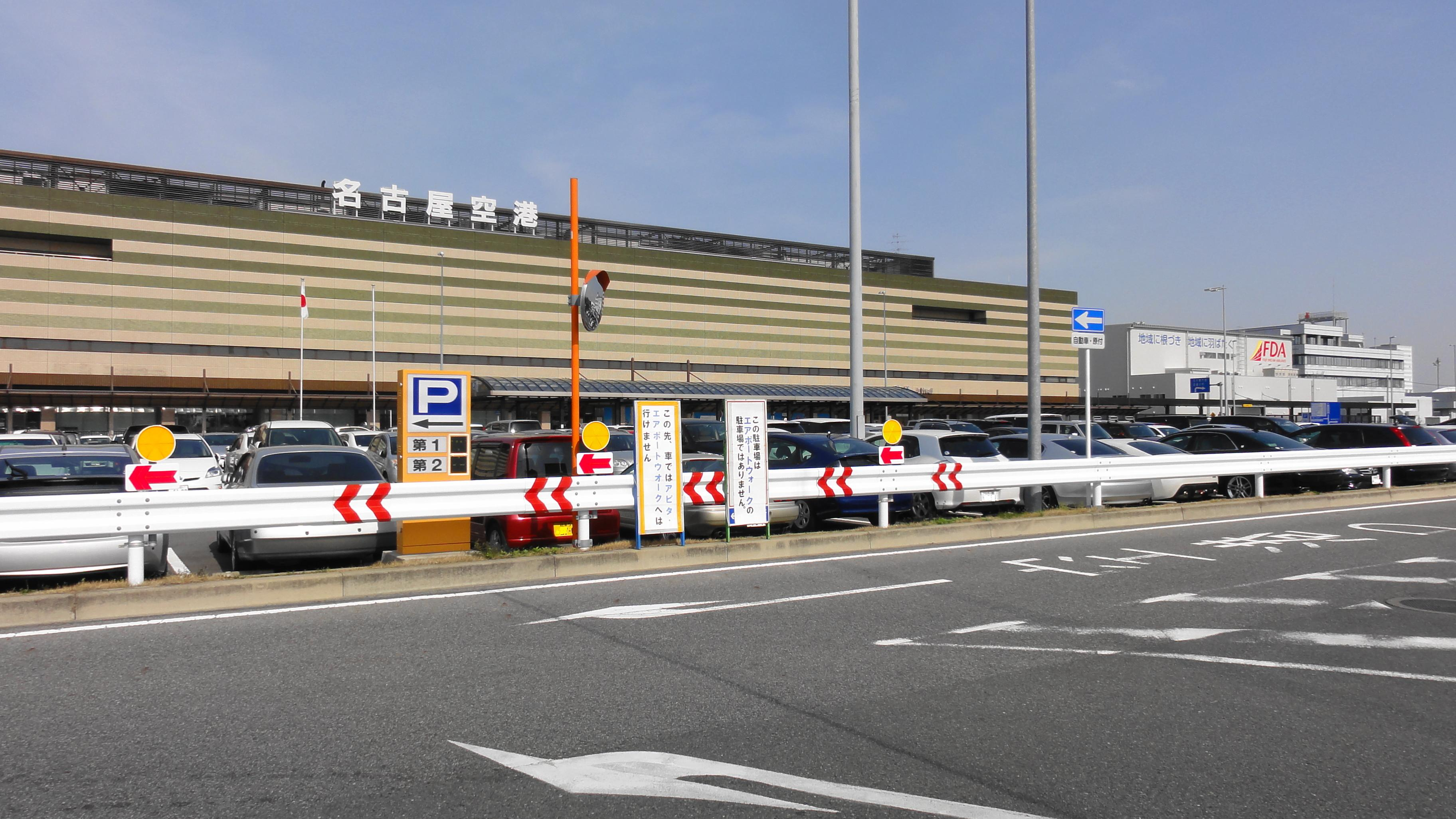
Aeródromo de Nagoya

A história da aviação tem sido historicamente importante desde a industrialização. Durante a guerra, o caça Mitsubishi A6M Zero foi construído em Nagoya. A tradição da aviação continua com a Mitsubishi Aircraft Corporation, com sede no edifício do terminal do Aeródromo de Nagoya em Komaki. A aeronave Mitsubishi Regional Jet (MRJ) é produzida em uma fábrica adjacente ao aeroporto. O MRJ é uma parceria entre o proprietário majoritário Mitsubishi Heavy Industries e a Toyota com assistência de projeto da Fuji Heavy Industries, afiliada da Toyota, que já é fabricante de aeronaves. É o primeiro avião projetado e produzido no Japão desde o NAMC YS-11 da década de 1960. O primeiro voo do MRJ foi realizado em 11 de novembro de 2015.

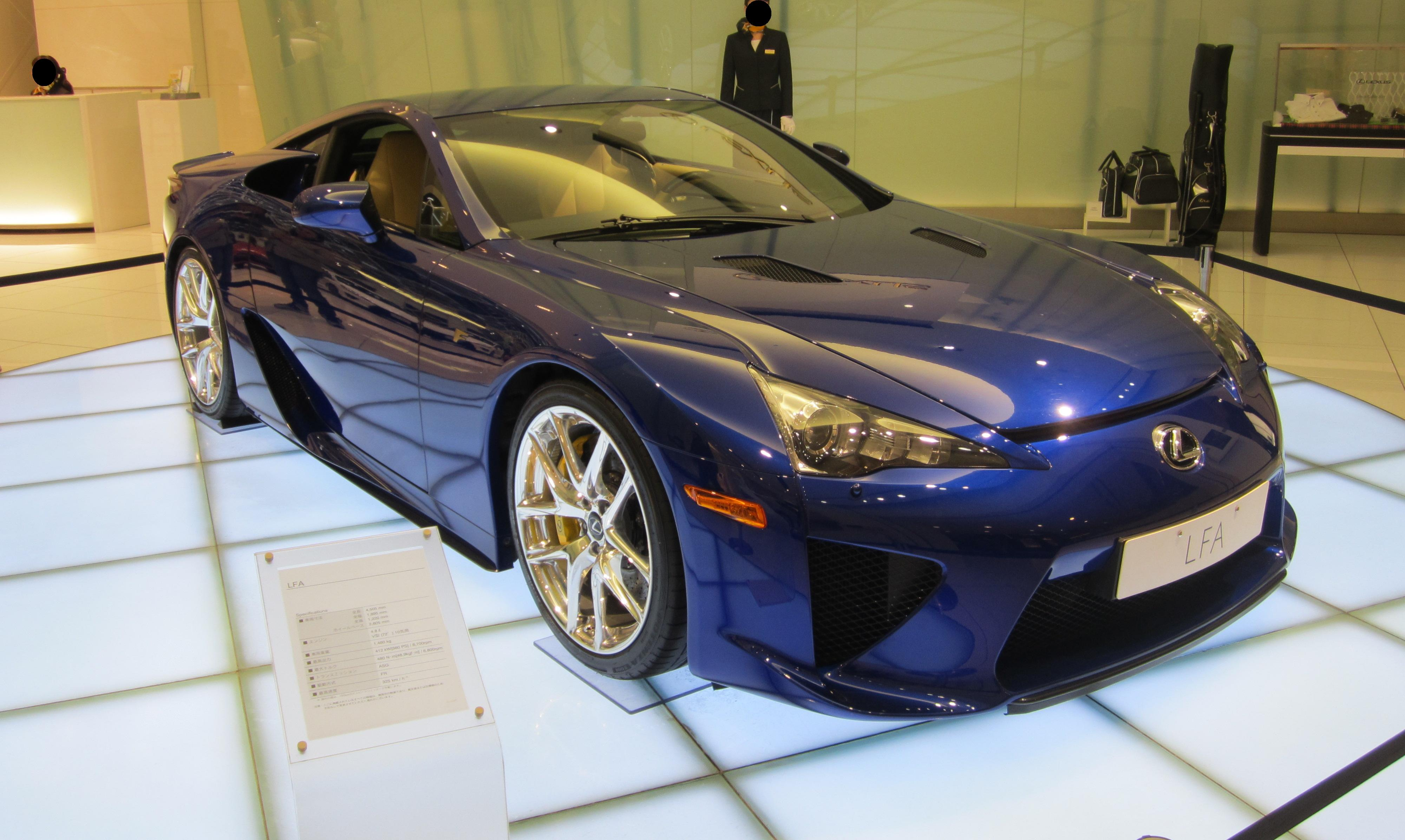
Lexus
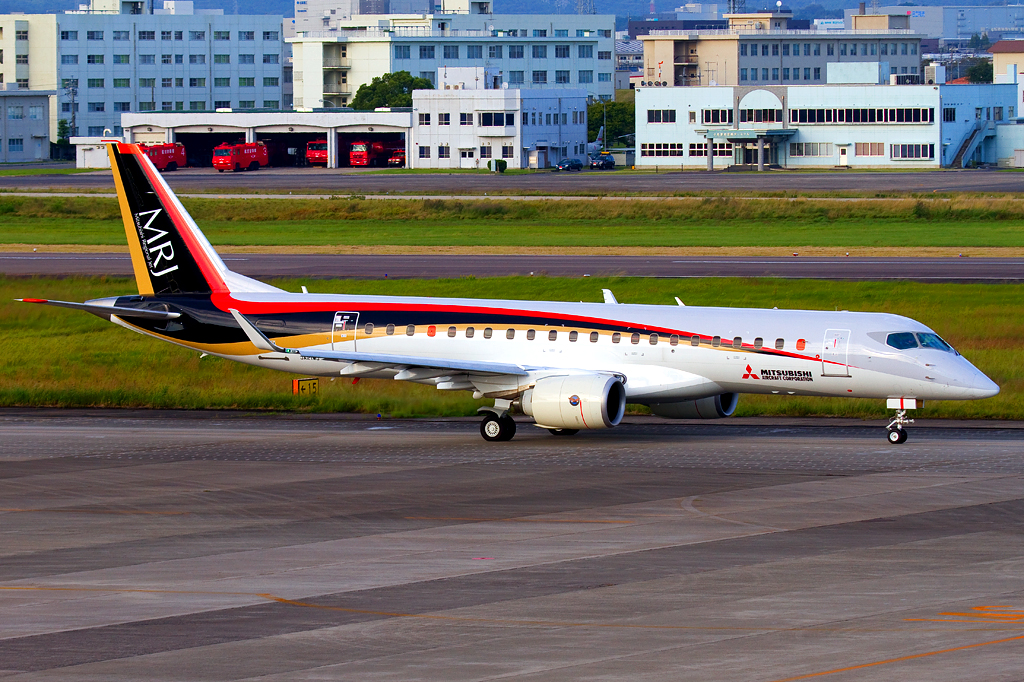
Mitsubishi Regional Jet

## Educação

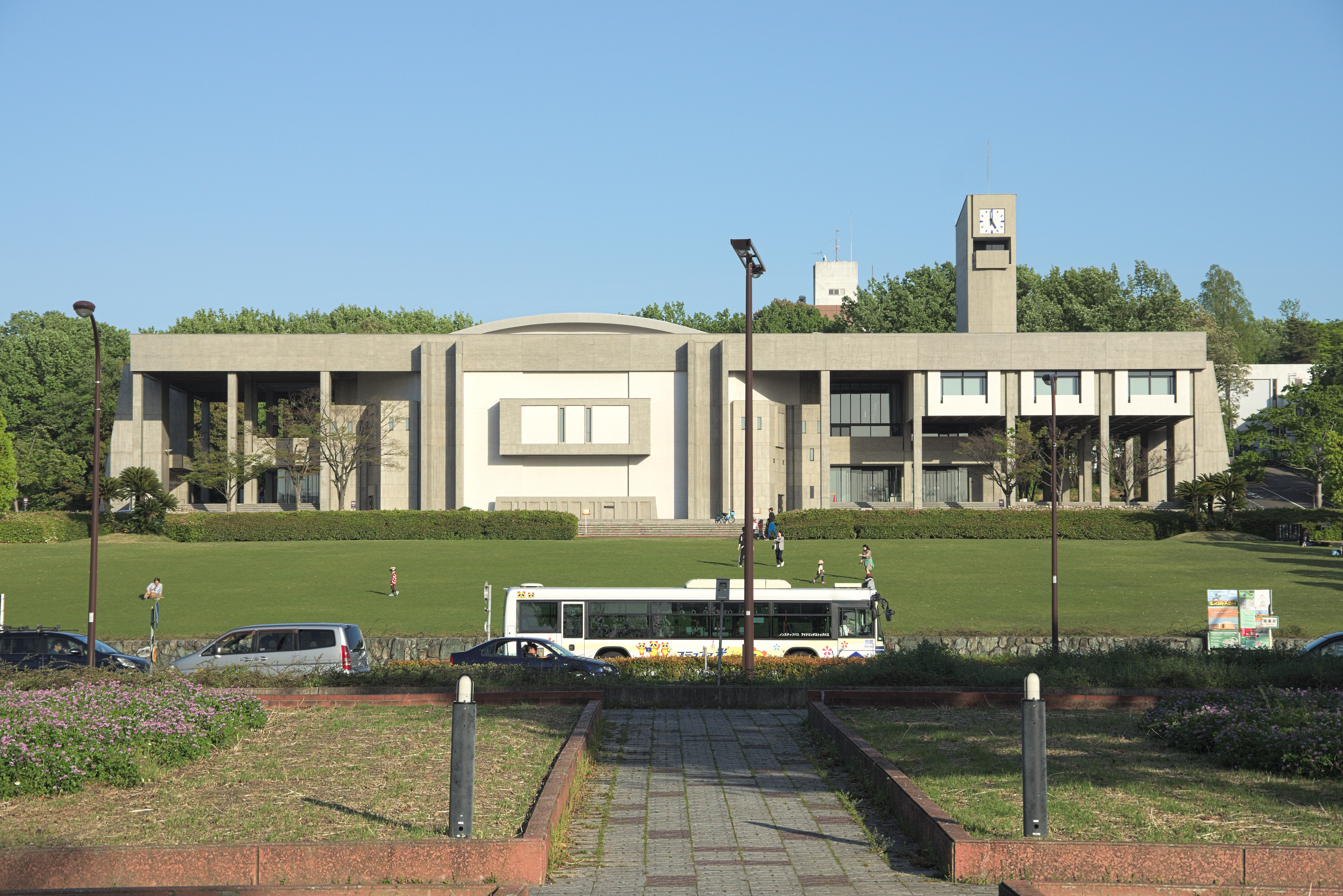
Universidade de Nagoya.

As duas principais instituição de ensino superior da cidade são a Universidade de Nagoya e o Instituto de Tecnologia de Nagoia. As faculdades e universidades estão localizadas principalmente na região leste da cidade. Algumas instituições de estilo ocidental foram fundadas no início da era Meiji, com mais abertura durante as eras Taishō e Showa. A Universidade de Nagoya foi criada em 1871 como uma escola de medicina e produziu seis ganhadores do Prêmio Nobel.
Nagoya possui principalmente escolas primárias e secundárias administradas pelo estado. A área nos limites da cidade inclui escolas internacionais, como o Colégio Brasil Japão Prof. Shinoda, uma escola brasileira.

## Transportes
Nagoia é servida pelo Aeroporto Internacional de Chubu (Centrair, NGO) na cidade de Tokoname e pelo Aeroporto de Komaki (NKM) localizado nas cidades de Komaki e Kasugai. Em 17 de Fevereiro de 2005, todos os voos comerciais do Aeroporto de Komaki foram transferidos para o Aeroporto Internacional de Chubu, ficando o primeiro como infra-estrutura de aviação geral.
A Estação de Nagoia, a maior do mundo em relação à área de superfície, situa-se nas linhas de Tokaido Shinkansen. As linhas Meitetsu e Kintetsu ligam vários pontos da região de Tokai e Kansai. A cidade possui também metrô.
Em Nagoia situa-se um dos maiores portos marítimos do Japão, que movimenta a maior quantidade em valores do país e tem como um dos principais produtos a exportação de automóveis e autopeças.

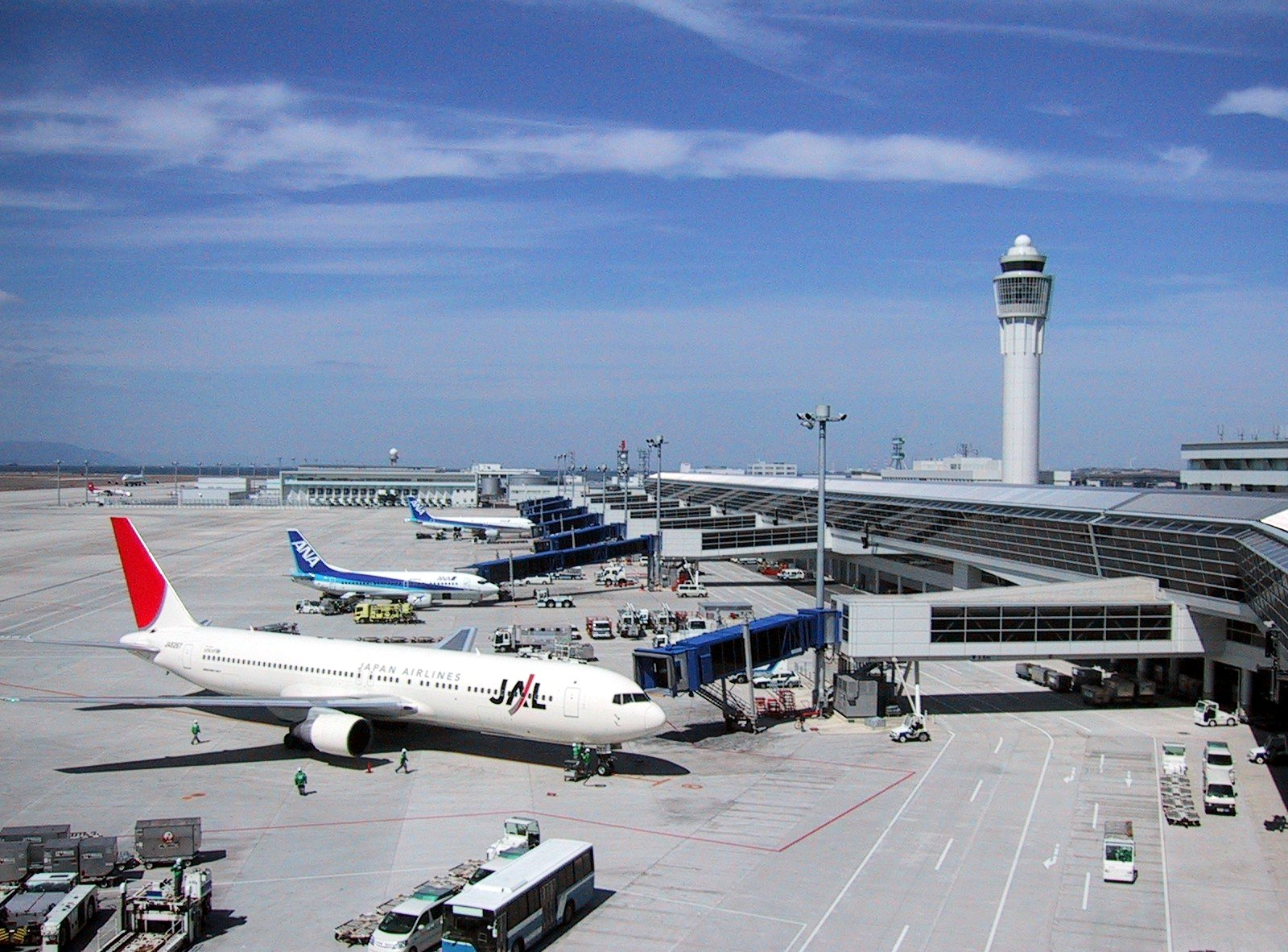
Aeroporto Internacional de Chūbu Centrair
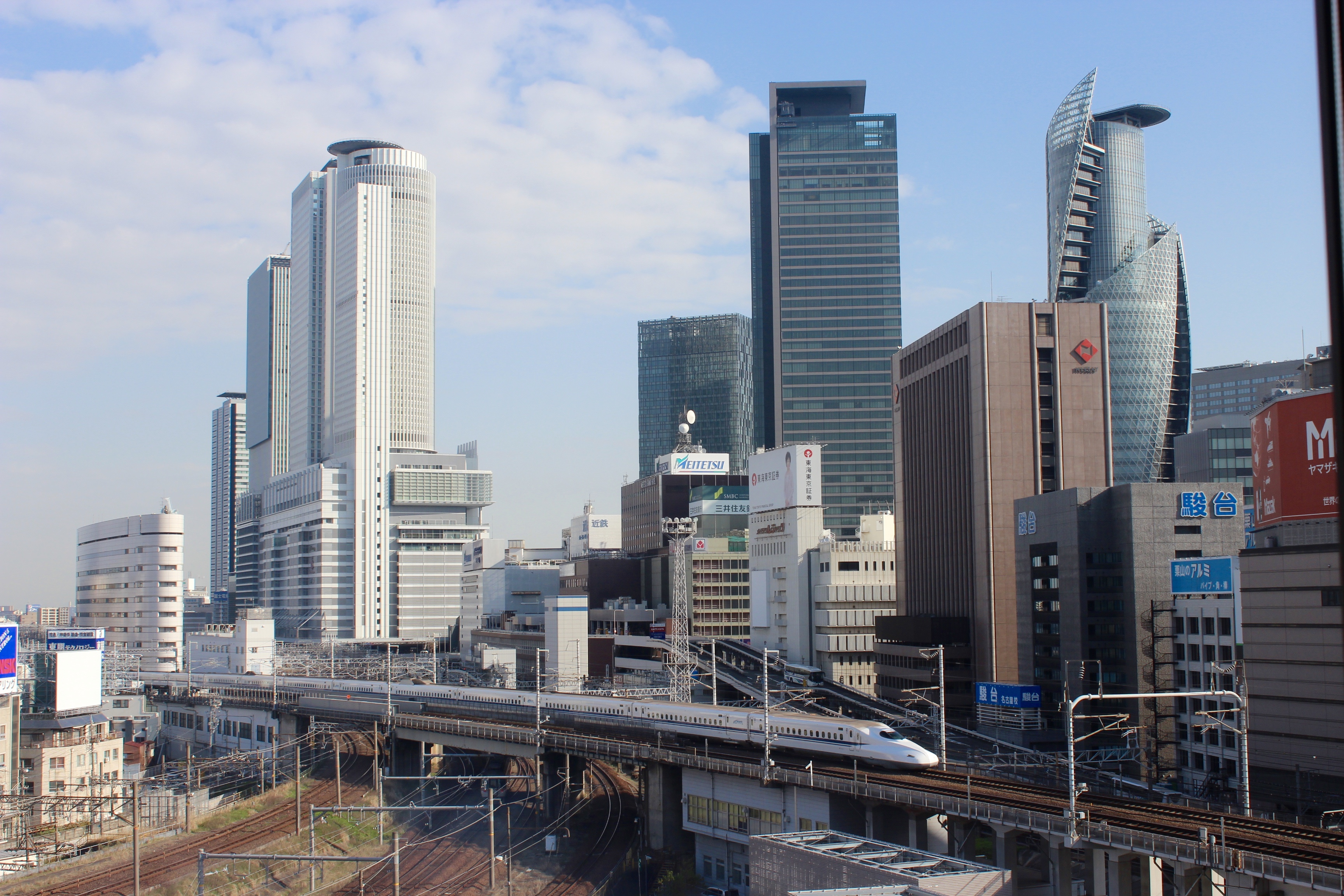
Estação de Nagoia
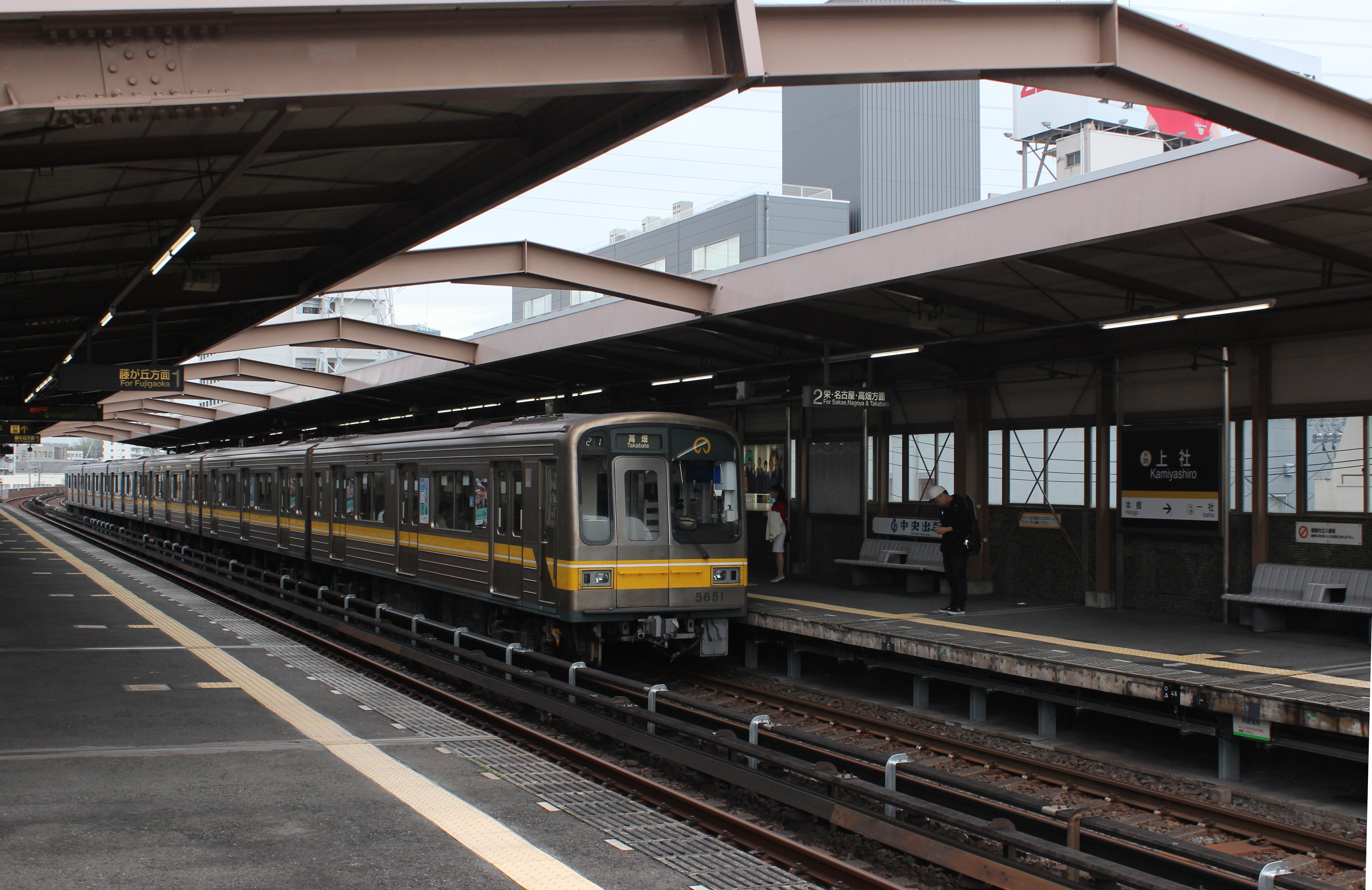
Metrô de Nagoya
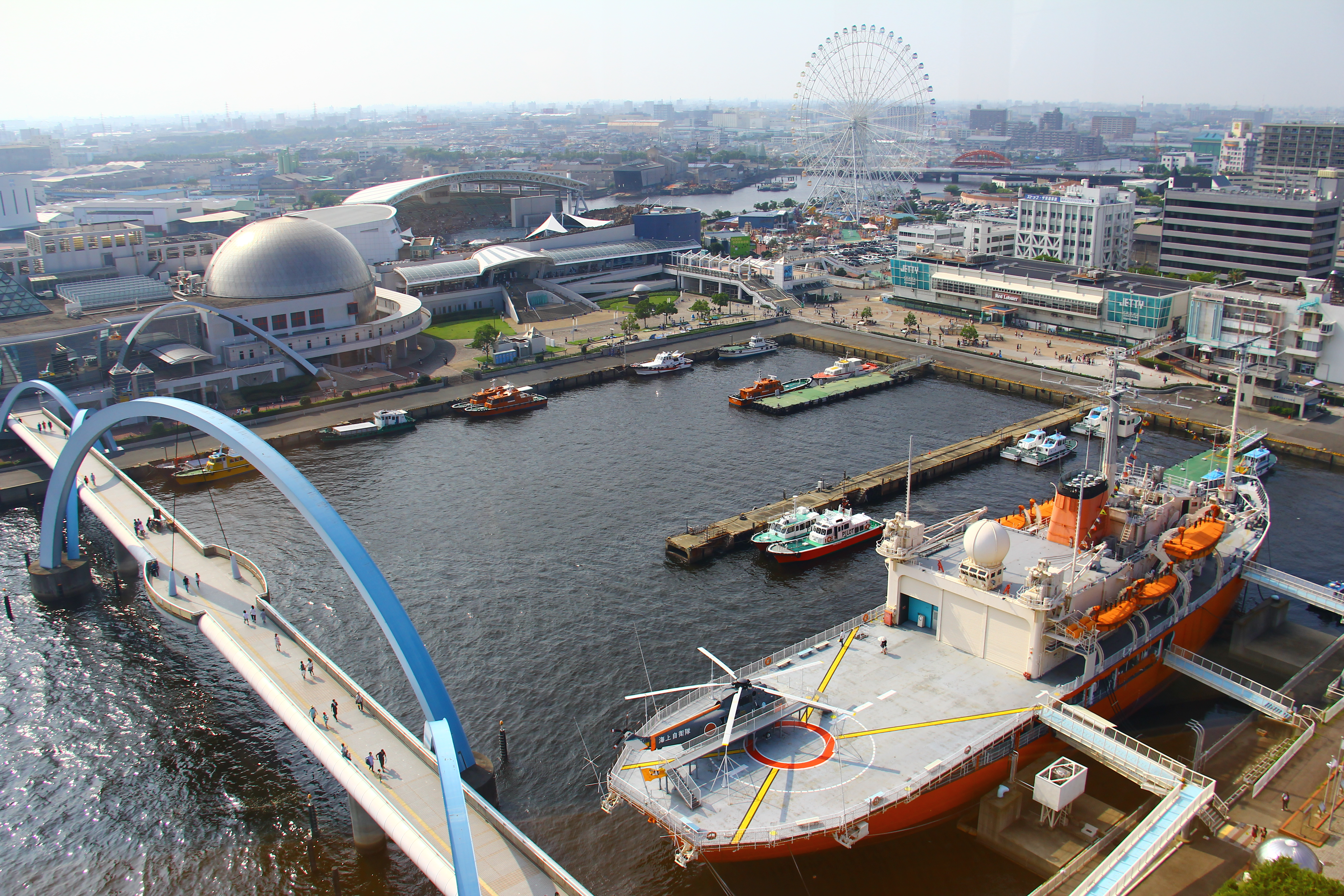
Porto de Nagoia
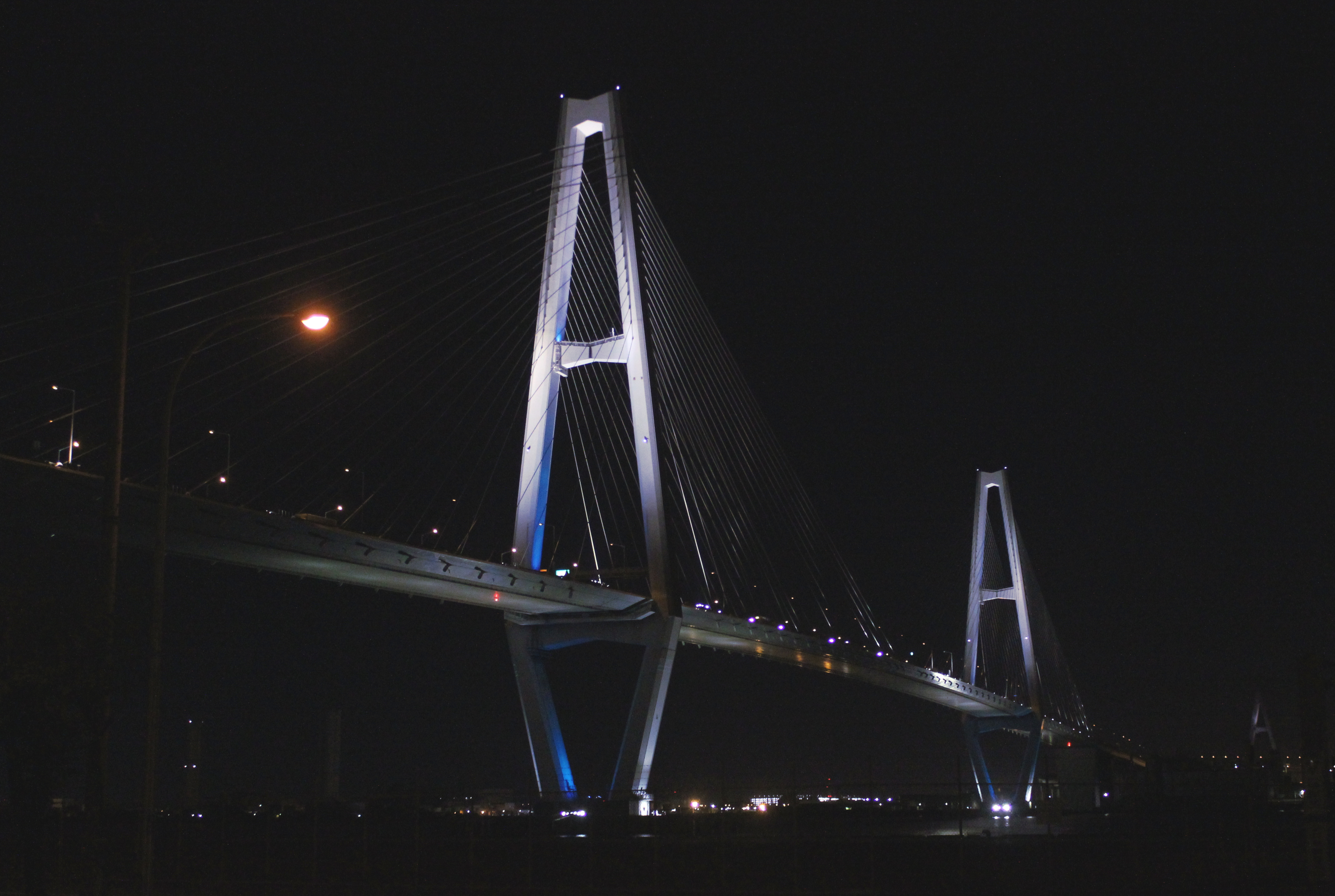
Mieko Triton Bridge
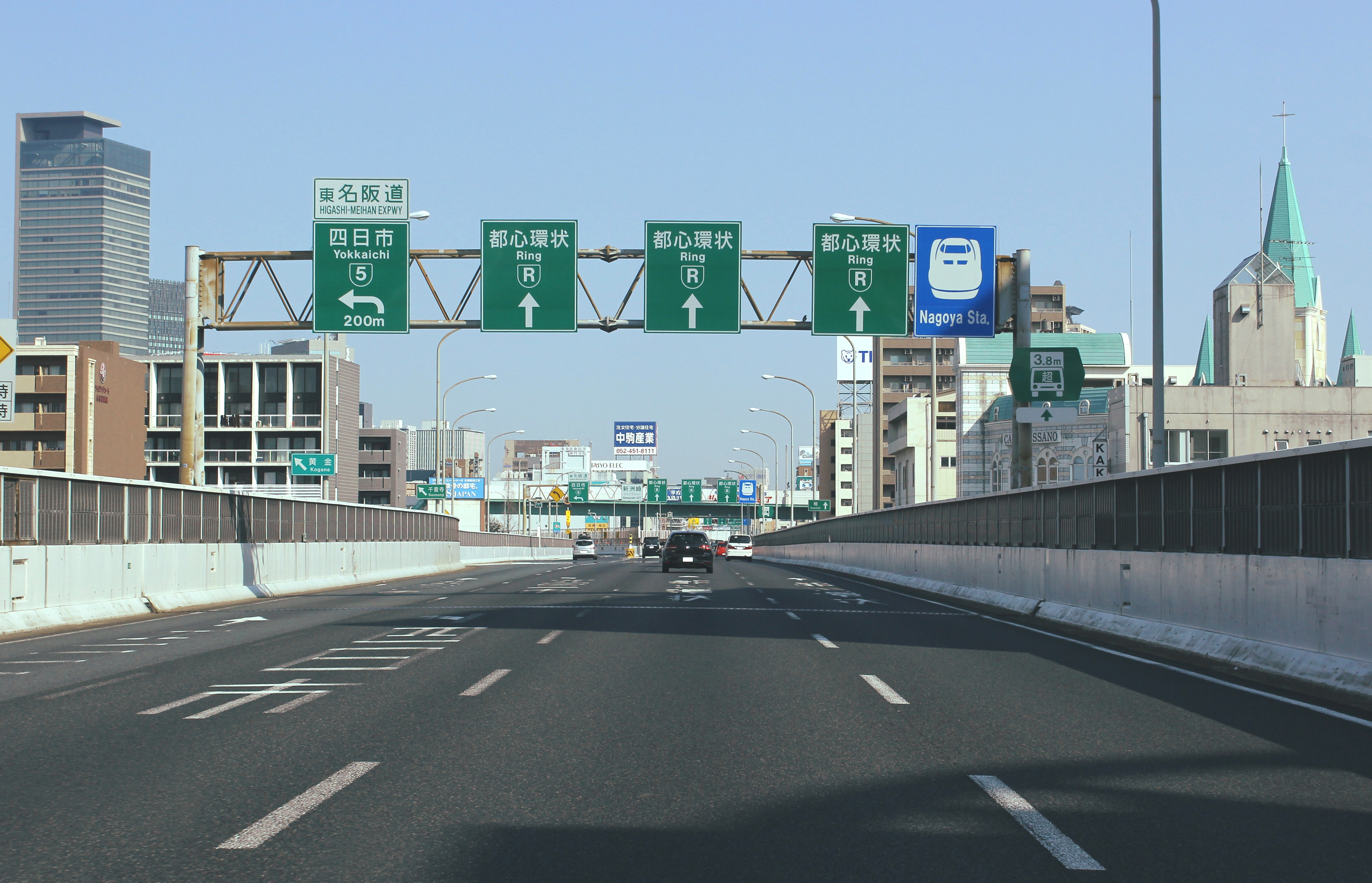
Autoestrada de Nagoia

## Cultura

### Pontos turísticos

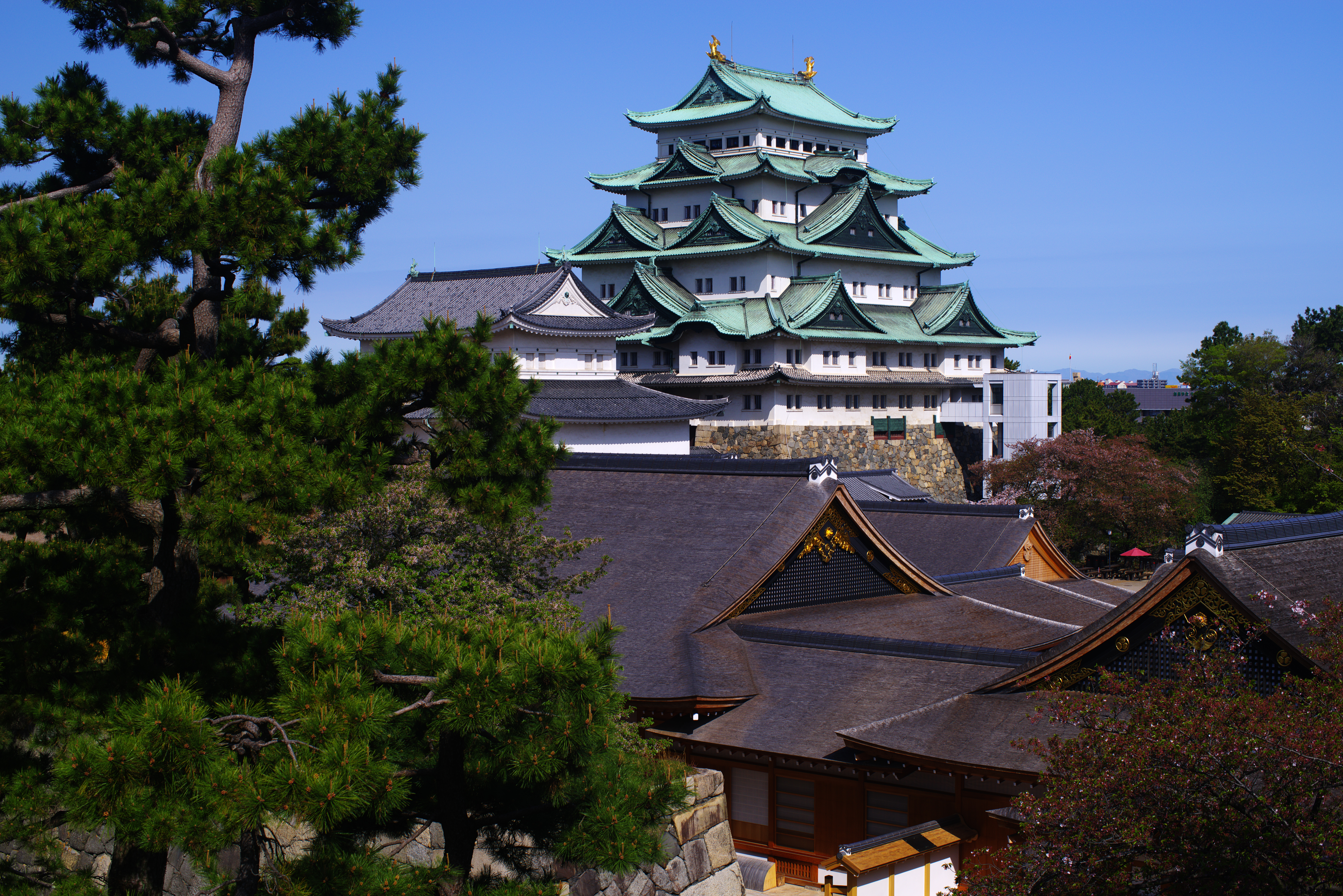
Castelo de Nagoia.

Entre os pontos turísticos mais procurados de Nagoia está o Castelo de Nagoia (名古屋城 Nagoya-jō) e o Santuário xintoísta de Atsuta (熱田神宮 Atsuta Jingū). Há também o belo Aquário Público de Nagoya (Nagoya Public Aquarium), situado em Minato-Ku e a bela região de Sakai, no centro da cidade, onde existem bons restaurantes, pubs, lojas de todos os tipos, e todos os tipos de atividades culturais.
O castelo Nagoya jō foi construído em 1612. Durante a Segunda Guerra Mundial foi totalmente destruído, restando somente a sua base de pedra. Em 1959 foi reconstruído segundo os planos originais. Nagoya-jō é também famoso pelos seus dois opulentos Kin no Shachi (金の鯱 Orcas douradas) no telhado, que são frequentemente utilizados como símbolo da cidade. O Santuário de Atsuta é considerado o segundo santuário mais venerado no Japão. Possui vários tesouros nacionais, dos quais o mais importante é, sem dúvida, uma espada sagrada chamada kusanagi no mitsurugi (草薙神剣 ou "a espada sagrada de Kusanagi") – uma das três relíquias imperiais do Japão. Durante o ano decorrem cerca de 70 festas diferentes, que atraem muitos visitantes ao santuário. Estão aí guardados mais de 4 400 tesouros nacionais, representando dois milénios de história.

## Esportes

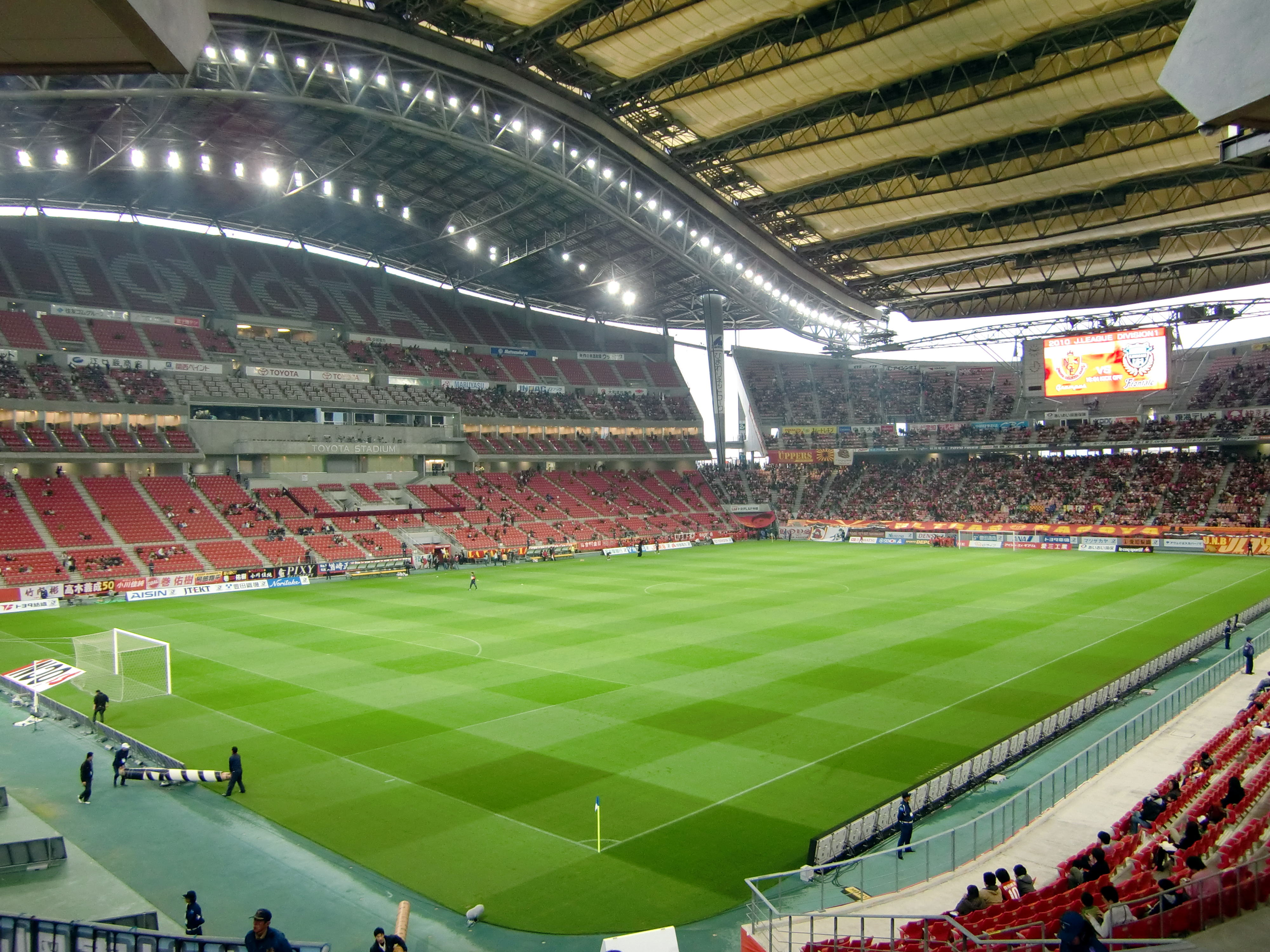
Toyota Stadium, casa do Nagoya Grampus.

No beisebol, a cidade é representada pelo Chunichi Dragons, fundado em 1936 e que disputa a NPB na divisão Central League, o time já foi campeão nacional duas vezes em 1954 e 2007, no futebol o Nagoya Grampus que disputa a J1 League, no rugby a cidade é representada pelo Nagoya Barbarians, no futebol americano pelo Nagoya Cyclones, no voleibol pelo Daido Steel Red Star, e no basquetebol por dois times o Nagoya Diamond Dolphins e o Toyotsu Fighting Eagles Nagoya.
No sumô a cidade recebe uma das etapas do Honbasho no Aichi Prefectural Gymnasium, a cidade também foi escolhida como sede dos Jogos Asiáticos de 2026.